# Anne Peter Floris Arnold Jan Albarda
Anne Peter Floris Arnold Jan Albarda (Apeldoorn, 5 juli 1900  - Den Haag, 3 januari 1956) was een Nederlandse burgemeester. Albarda was lid van de Christelijk-Historische Unie.

## Leven en werk
Albarda werd in 1900 in Apeldoorn geboren als zoon van de griffier bij het kantongerecht Jan Albarda en van Petronella Arnoldina Florentina Anna van den Broeke. Hij begon zijn loopbaan als medewerker bij de gemeentesecretaris van Huissen. Vervolgens was hij waarnemend gemeentesecretaris van Vorden en daarna was hij als volontair werkzaam bij de gemeente Utrecht. In 1933 werd hij benoemd tot burgemeester van Vriezenveen. In 1938 raakte hij in conflict met zijn beide wethouders en met de gemeentesecretaris. De kwestie bleek onoplosbaar en was reden voor Albarda om in 1939 zijn ontslag in te dienen, dat hem per 1 mei 1939 eervol werd verleend.
Albarda werd in 1945 gevraagd om de burgemeester van Waddinxveen, Mumsen, tijdelijk te vervangen, tijdens het onderzoek dat ingesteld werd naar diens gedragingen tijdens de Tweede Wereldoorlog. Na de zuivering van Mumsen eindigde het waarnemerschap van Albarda.
Albarda trouwde in 1930 met Johanna Meta van Gelein Vitringa. Na zijn scheiding hertrouwde hij met Everdina Berenpas. Alberda overleed in januari 1956 op 55-jarige leeftijd in zijn woonplaats Den Haag.
In Aadorp in de toenmalige gemeente Vriezenveen werd in 1955 de Albardastraat naar hem genoemd. In 1937 schonk Albarda een glas in loodraam aan de gemeente Vriezenveen ten behoeve van het gemeentehuis. In het raam zijn afbeeldingen aangebracht van de Nederlandse leeuw en van het wapen van Vriezenveen. Het raam bevat de tekst: “Trekt U niet aan wat ieder seght, maar doet wat billijk is en recht” vergezeld van zijn naam als schenker van het glas. In 2011 werd het glas, na restauratie, weer teruggezet op de oorspronkelijke plaats, de vroegere raadszaal van Vriezenveen.